# Église Saint-Albert de Vieux-Fort
Pour les articles homonymes, voir Église Saint-Albert.
L'église Saint-Albert de Vieux-Fort est une église catholique située à Vieux-Fort dans la région et le département français de la Guadeloupe, en France.

## Historique
L'édifice – église et clocher – est inscrit au titre des monuments historiques le 29 décembre 1978.

## Architecture et ornements

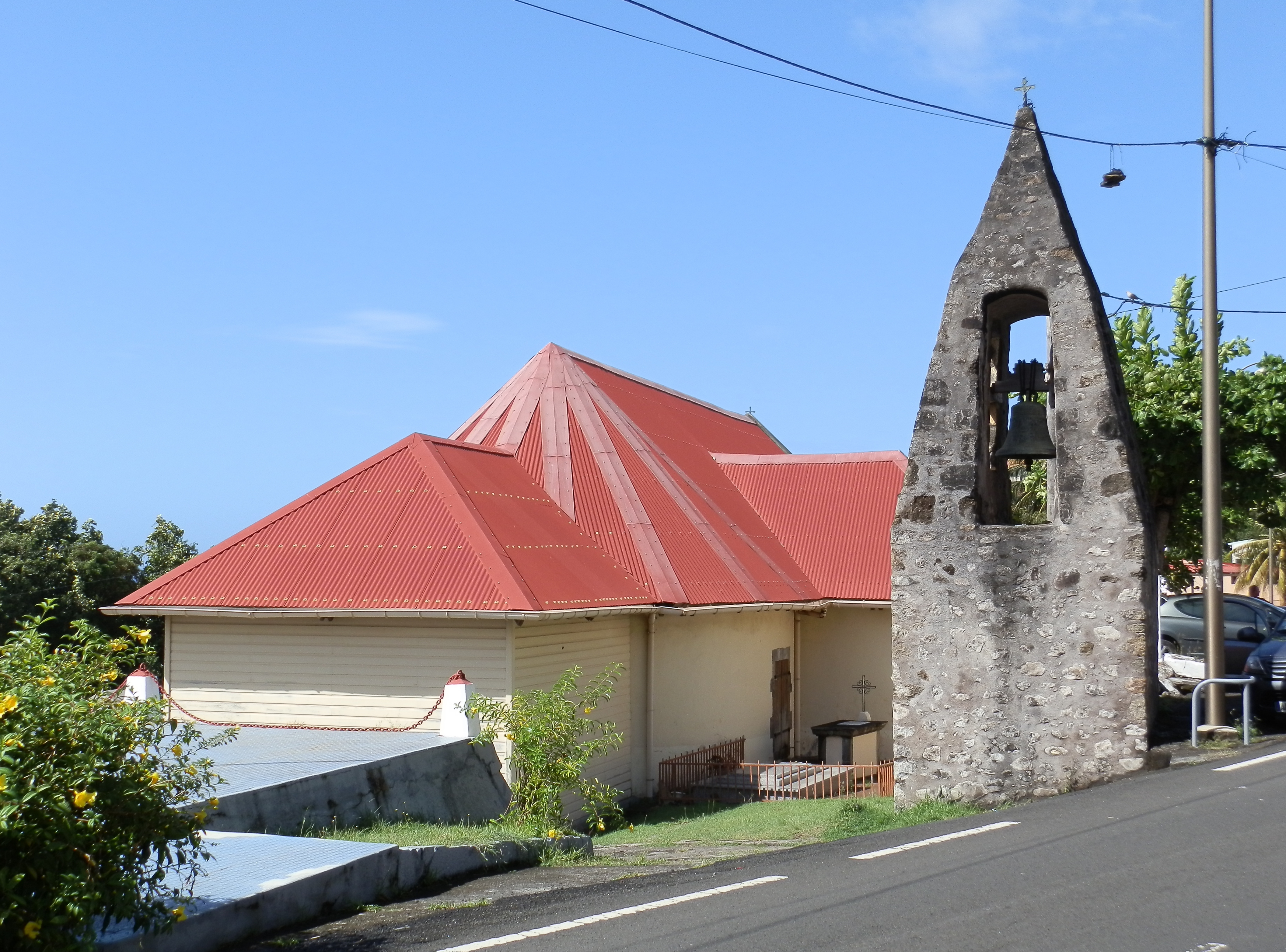
Le chevet et le clocher